# Коколого
Коколого (на френски: Kokologo) е град в западна Буркина Фасо, регион централно-западен, провинция Булкемде. Населението на града през 2006 година е 38 988 души.